# Der Malayische Archipel

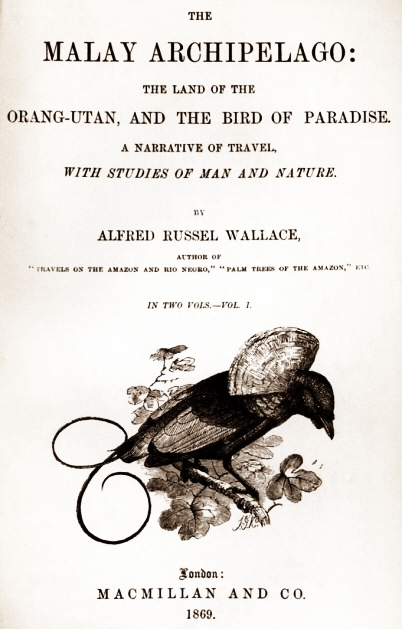
Titelseite

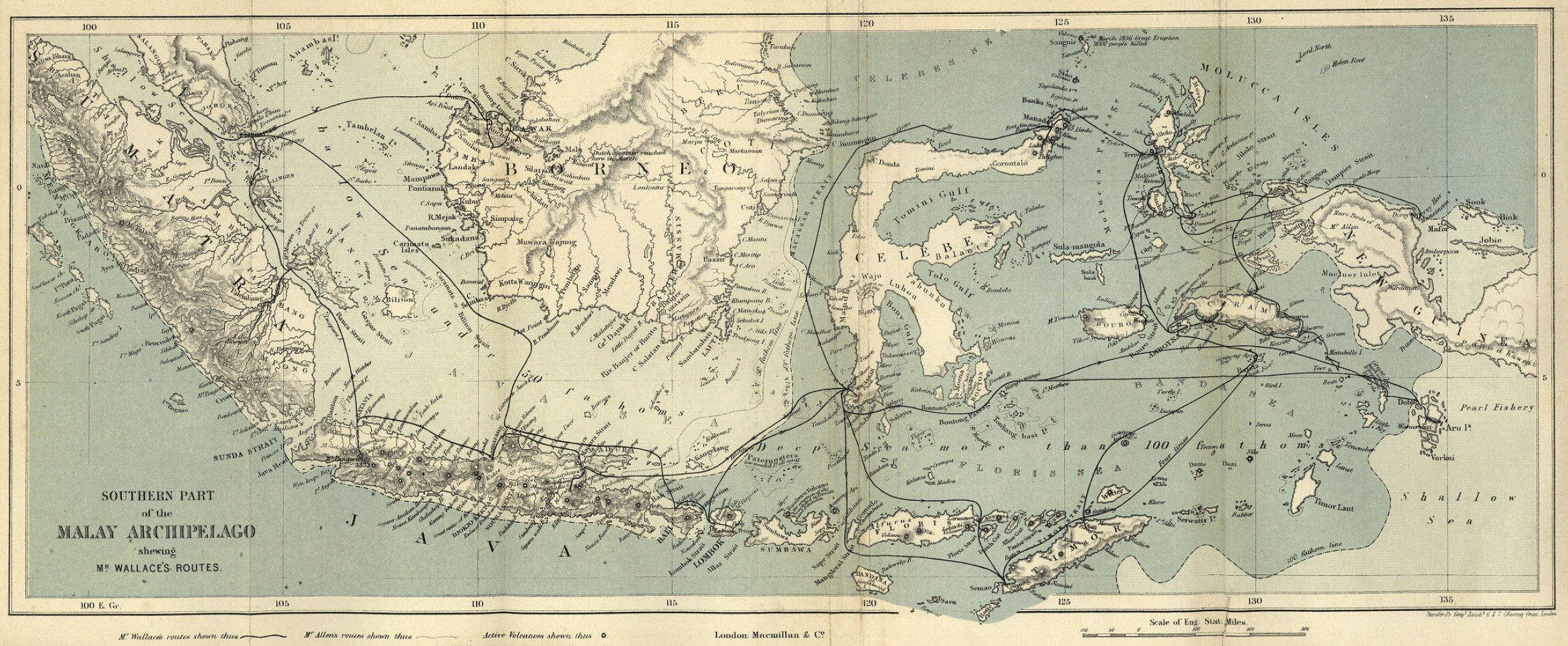
Ausklappbare farbige Karte aus Der Malayische Archipel 1869 mit der physischen Geografie und den Reiserouten von Alfred Russel Wallace (dünne schwarze Linien). Das tiefe Wasser, das Borneo von Sulawesi (Celebes) trennt, bildet das, was als die Wallace-Linie bekannt wurde.

Der Malayische Archipel (englisch: The Malay Archipelago, vollständiger Titel: The Malay Archipelago: The land of the orang-utan, and the bird of paradise. A narrative of travel, with sketches of man and nature) ist ein Buch des britischen Naturforschers Alfred Russel Wallace, das eine Forschungsreise beschreibt, die er von 1854 bis 1862 im südlichen Malaiischen Archipel durchführte. Dazu zählen die Inseln von Indonesien, damals bekannt als Niederländisch-Indien, Malaysia, Singapur und Neuguinea. Wallace legte während dieser Reise etwa 20.000 Kilometer zurück.
Allgemein wird es als eines der einflussreichsten Bücher gewertet, die jemals über die indonesischen Inseln erschienen sind.
Das Buch ist Charles Darwin gewidmet.

## Kontext
1847 haben Wallace und sein Freund Henry Walter Bates, beide Anfang zwanzig, vereinbart, dass sie gemeinsam eine Sammelreise in den Amazonas unternehmen würden "towards solving the problem of origin of species" (deutsch: zur Lösung des Problems der Herkunft der Arten). (Charles Darwin's Buch Über die Entstehung der Arten wurde erst 11 Jahre später, 1859, veröffentlicht. Es basierte auf Darwins eigener langer Sammelreise auf der Beagle, deren Veröffentlichung durch einen berühmten Brief von Wallace (Ternate-Manuskript) ausgelöst wurde, der während seines Aufenthaltes in Ternate während der Zeit des Malayischen Archipels verschickt wurde und in dem die Theorie der Evolution durch natürliche Selektion mit etwa 4000 Worten in groben Zügen beschrieben wurde.) Wallace und Bates waren inspiriert worden durch die Lektüre des bahnbrechenden Buches "A Voyage Up the River Amazon, with a residency at Pará" des amerikanischen Entomologen William Henry Edwards von 1847. Bates blieb 11 Jahre lang am Amazonas und schrieb danach The Naturalist on the River Amazons (1863); Wallace, der an Fieber erkrankt war, reiste jedoch 1852 mit Tausenden von Exemplaren nach Hause, von denen einige für die Wissenschaft und andere zum Verkauf bestimmt waren. Das Schiff und seine Sammlung wurden durch einen Brand auf See in der Nähe von Guayana zerstört. Anstatt aufzugeben, schrieb Wallace sowohl in Prosa als auch in Poesie über den Amazonas und setzte dann erneut Segel, diesmal in Richtung des malaiischen Archipels.

## Veröffentlichung

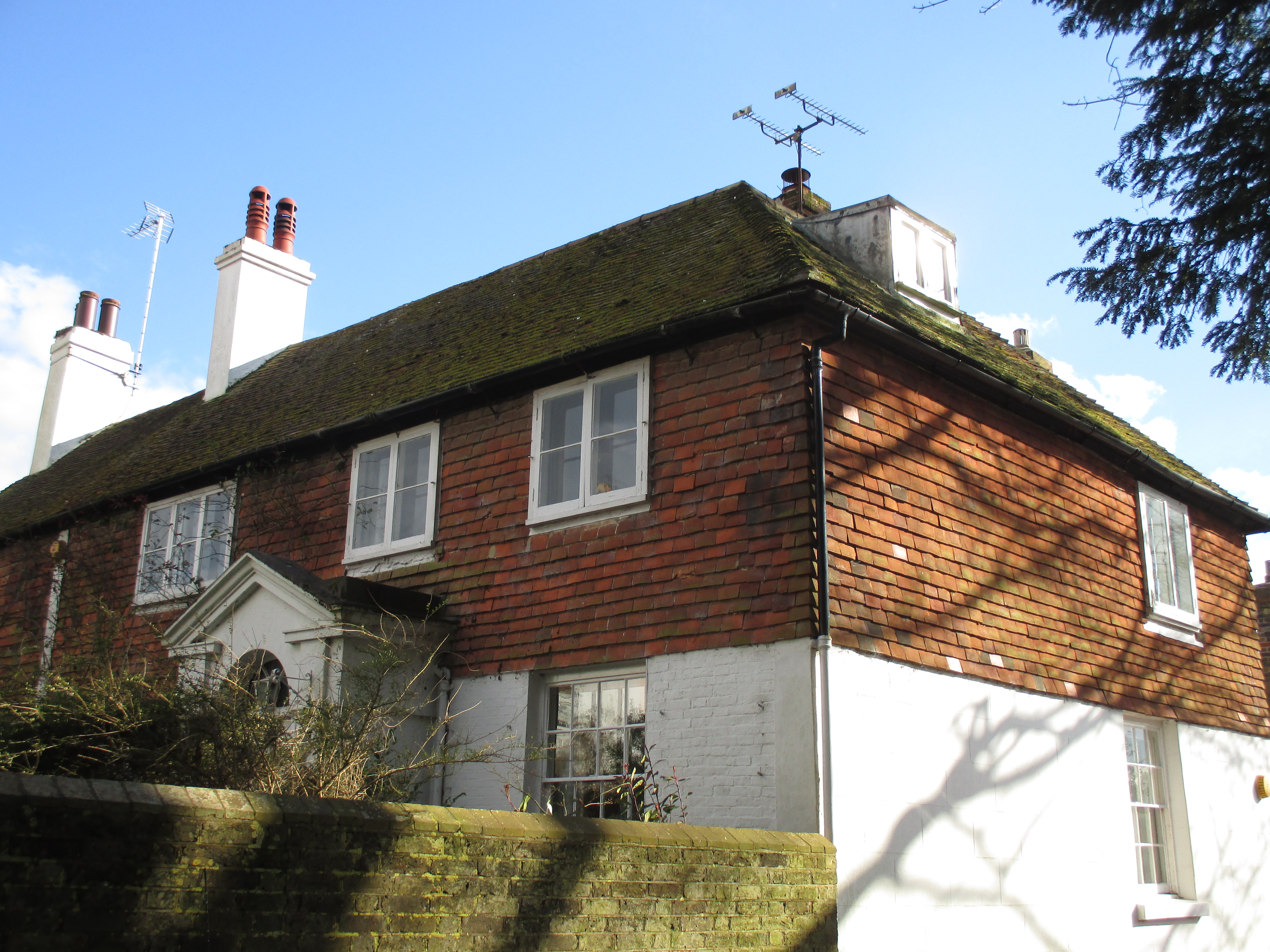
Treeps, Hurstpierpoint, das Haus, in dem Der Malayische Archipel weitgehend geschrieben wurde

Der Malayische Archipel wurde größtenteils in Treeps geschrieben, dem Haus der Familie von Wallaces Frau in Hurstpierpoint, West Sussex. Es erschien erstmals im Frühjahr 1869 als einbändige Erstausgabe, wurde jedoch in zwei Bänden bei Macmillan and Company (London) nachgedruckt, die zweite Ausgabe im selben Jahr bei Harper & Brothers (New York). Wallace kehrte 1862 nach England zurück, erklärt aber im Vorwort, dass es angesichts der großen Anzahl von Exemplaren und seines schlechten Gesundheitszustands nach seinem Aufenthalt in den Tropen lange dauerte. Er bemerkte, dass er seine Notizen und Tagebücher sofort hätte drucken können, meinte aber, dass dies enttäuschend und wenig hilfreich gewesen wäre. Stattdessen wartete er daher ab, bis er seine Entdeckungen veröffentlicht hatte, und andere Wissenschaftler hatten etwa 2.000 seiner Käfer (Coleoptera) und über 900 Hymenoptera, darunter 200 neue Arten von Ameisen, als neue Arten beschrieben und benannt. Das Buch durchlief 10 Ausgaben, die letzte wurde 1890 veröffentlicht.
Die deutsche Übersetzung des Zoologen Adolf Bernhard Meyer erschien bereits 1869 unter dem Titel Der Malayische Archipel. Die Heimath des Orang-Utan und des Paradiesvogels. Reiseerlebnisse und Studien über Land und Leute.

## Inhalt
Im Vorwort fasst Wallace die Reisen statistisch zusammen, zählt die Tausende von naturwissenschaftlichen Gegenstände auf, die er gesammelt hat (insgesamt über 125.000 Stück), und einige der Ergebnisse, die die genauere Untersuchung dieser Objekte erbracht hat.
Im ersten Kapitel beschreibt er die Physische Geographie und Geologie der Inseln, auch in Hinsicht auf die Rolle der Vulkane und Erdbeben. Er geht auch auf die Muster ein, nach denen sich Fauna und Flora verteilen, etwa in Hinsicht auf die (erst später so genannte) Wallace-Linie, wonach sich mitten durch die Inselwelt eine Artengrenze zieht, westlich von der nur asiatische, östlich nur australische Formen von Tieren vorkommen.
Die folgenden Kapitel beschreiben im Detail die Orte, die er auf seiner Reise besucht hat. Wallace schreibt dabei nicht chronologisch, sondern fasst die besuchten Gegenden in etwa gleich starken Abschnitten zusammen: Die indo-malaiischen Inseln (Singapur, Malakka, Borneo, Java und Sumatra), die Timor-Gruppe (Bali und Lombok sowie Timor), die Sulawesi-Gruppe (Celebes), die Molukken (Banda, Ambon, Ternate, Dschilolo, Kaioa, Batchian, Seram, Goram und die Watubela-Inseln und Buru) sowie die Papua-Gruppe (Aru-Inseln, Kei-Inseln, Neuguinea mit der Stadt Dorey und Wageu). Am Ende jeden Abschnitts fasst er die Naturgeschichte der beschriebenen Gegend zusammen. Das letzte Kapitel ist ein Überblick über die ethnischen, linguistischen und kulturellen Unterschiede zwischen den Völkern der Region, und eine Mutmaßung darüber, was diese Unterschiede über ihre Geschichte aussagen könnten.
Wallace liefert neben der naturwissenschaftlichen Aufzählung und Wertung der gefundenen Pflanzen und Tiere eine Fülle von Beobachtungen der Einheimischen, ihrer Sprachen, ihrer Art zu leben und ihrer sozialen Organisation. Er schreibt über die biogeografischen Muster, die er beobachtete, und ihre Bedeutung für die Naturgeschichte, begründet auf die biologische (Evolution) und geologische Geschichte der Region. Auch erzählt er einige seiner persönlichen Erlebnisse während der Reise sowie die Begegnungen mit Personen der Zeitgeschichte. So trifft er Thomas Stamford Raffles, den Gründer der Stadt Singapur, James Brooke, den ersten der Weißen Rajahs von Sarawak und dessen Neffen Charles Johnson Brooke sowie die späteren Begründer des Christentums auf Neuguinea, Carl Wilhelm Ottow und Johann Gottlob Geißler.

### Abbildungen

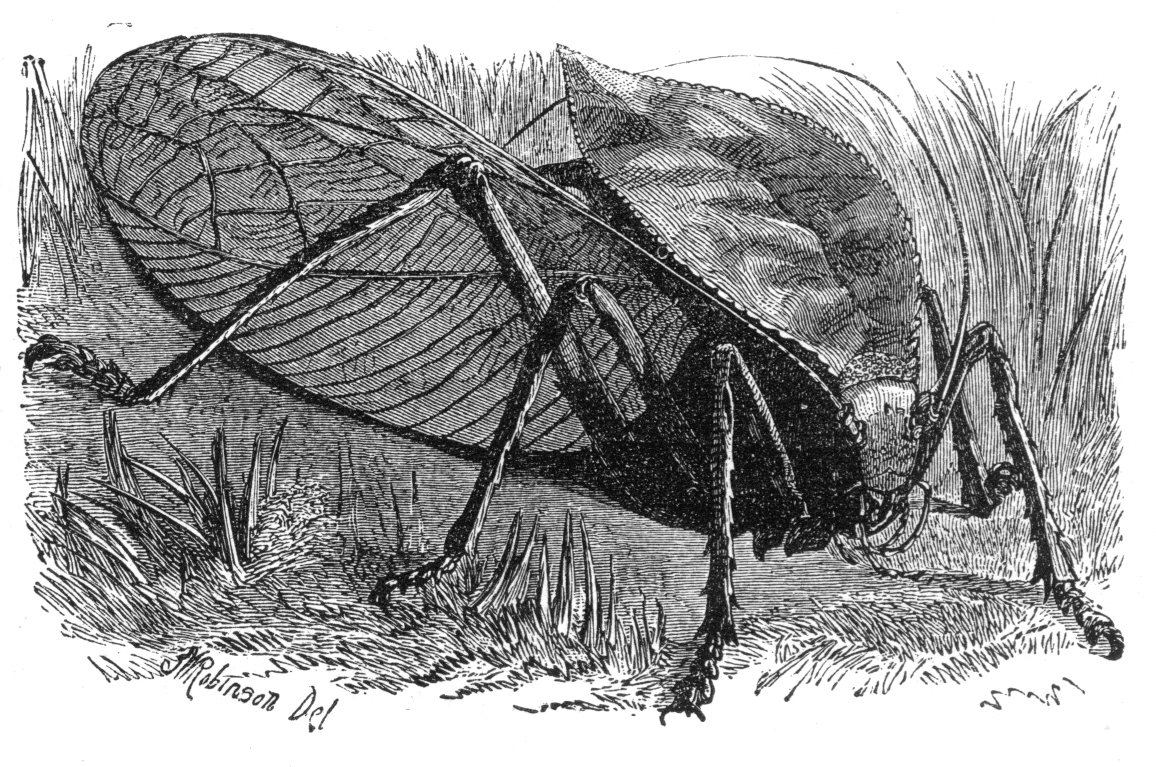
"The Great Shielded Grasshopper" gezeichnet und unterzeichnet von E. W. Robinson

Die Illustrationen sind, so das Vorwort, nach Wallace's eigenen Skizzen, Fotografien oder Exemplaren angefertigt. Wallace dankt Walter und Henry Woodbury für einige Fotos von Landschaften und Einheimischen. Er dankt William Wilson Saunders und Mr. Pascoe für 'horned flies' und sehr seltene Bockkäfer: alle anderen stammen aus seiner eigenen enormen Sammlung.
Die Originalzeichnungen wurden von führenden Künstlern wie Thomas Baines, Walter Hood Fitch, John Gerrard Keulemans, E. W. Robinson, Joseph Wolf und T. W. Wood direkt auf den Blöcken angefertigt, entsprechend der Liste der Illustrationen. Wood illustrierte auch Darwins Die Abstammung des Menschen, während Robinson und Wolf beide auch Illustrationen für The Naturalist on the River Amazons (1863 geschrieben von Wallace's Freund Henry Walter Bates) lieferten.

## Einflüsse
Joseph Conrad war sehr beeindruckt vom Buch und nutzte es als Quelle für einige seiner Novellen.
In letzter Zeit sind einige andere Bücher erschienen, die sich auf das Buch beziehen. Ein Beispiel dafür ist das aus dem Jahr 1996 stammende Buch Der Gesang des Dodo von David Quammen, das Wallace' indonesische Reise in den Zusammenhang der Inselbiogeographie einbettet.

## Auflagen

### Originalausgaben
- The Malay Archipelago

### Deutsche Erstausgabe
- Der Malayische Archipel. Die Heimath des Orang-Utan und des Paradiesvogels. Reiseerlebnisse und Studien über Land und Leute. Autorisierte deutsche Ausgabe von Adolf Bernhard Meyer, Westermann: Braunschweig 1869, Band 1, Band 2

### Moderne Ausgaben
- Der Malayische Archipel. Die Heimath des Orang-Utan und des Paradiesvogels. Reiseerlebnisse und Studien über Land und Leute. Nach der Übers. aus dem Englischen von Adolf Bernhard Meyer, herausgegeben und mit Anmerkungen versehen von Michael Uszinski, Verlag der Pioniere, Berlin 2009, ISBN 978-3-941924-00-0.
- Der Malayische Archipel. Die Heimath des Orang-Utan und des Paradiesvogels. Reiseerlebnisse und Studien über Land und Leute. Vollständig modernisierte E-Book-Ausgabe nach der Übersetzung von Adolf Bernhard Meyer. Herausgegeben von mach-mir-ein-ebook.de, Hamburg 2012, Band 1: ISBN 978-3-944309-10-1, Band 2: ISBN 978-3-944309-15-6.